# 泰式辣醬

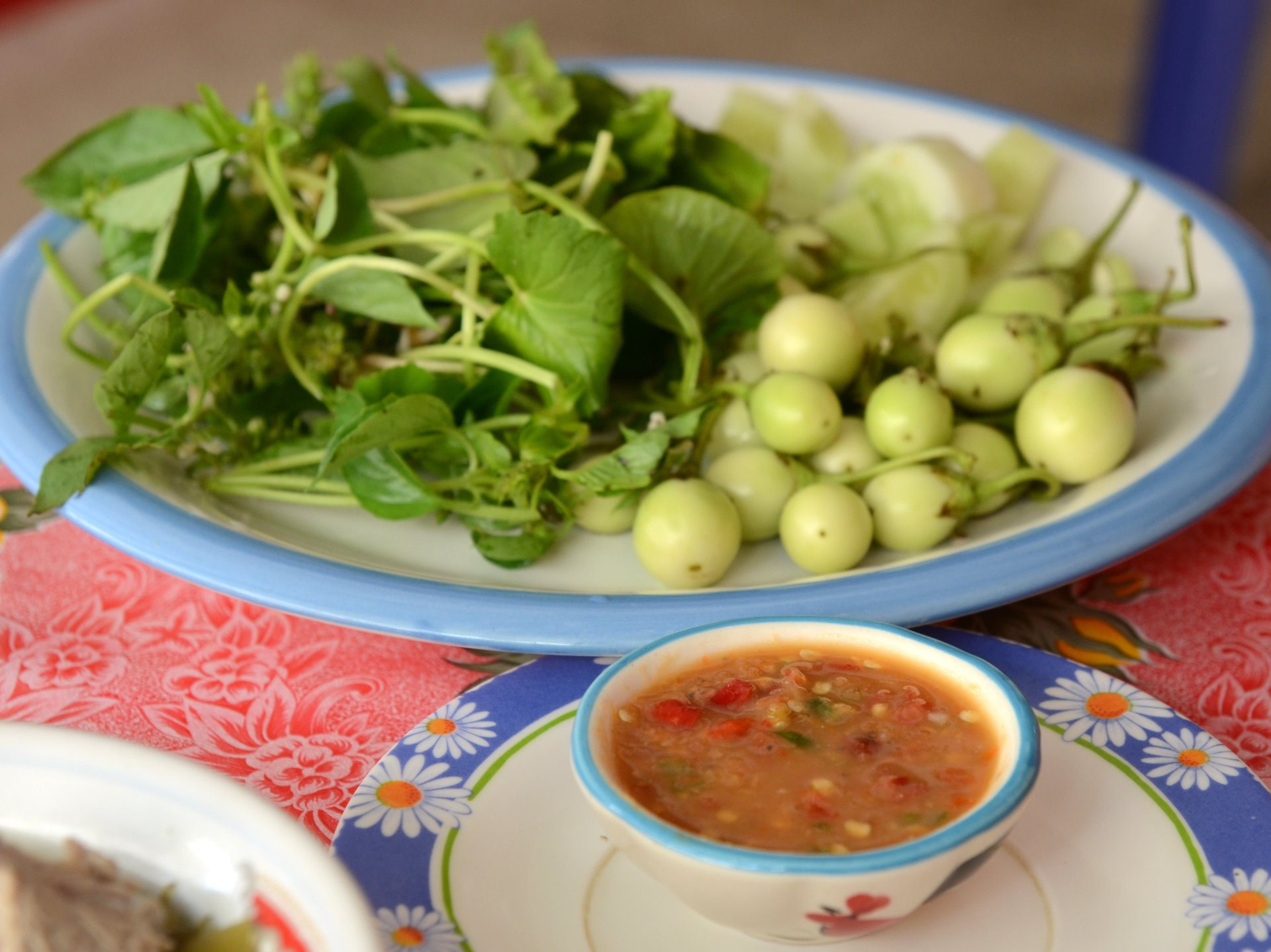
傳統泰國人家的泰式辣醬

泰式辣醬是泰國式辣醬，口味酸酸甜甜、辣度可以依據使用者的喜好自由調整，無固定做法 、甚至連泰國本土的各種辣椒醬的做法也不一樣；但通常成半透明的鮮紅色狀態、有著像凍膠水一樣的黏稠質地，並且在辣醬之中還放有切好的辣椒片、蒜頭末、紅蔥頭、青檸皮的切絲、四歲的九層塔，也會和魚露同蝦醬等混合。